# Arrangiatevi
Arrangiatevi é um filme italiano de 1959, dirigido por Mauro Bolognini.

## Sinopse
A família Armentano vive há mais de dez anos numa desconfortável convivência com uma família de istrianos refugiados em Roma depois da invasão do seu pais pela Jugoslávia. Peppino Armentano (Peppino De Filippo), o pai, é um pedicuro que nunca consegue juntar o dinheiro suficiente para se mudar. A única possibilidade parece ser o namorado da filha, incomodado com a respeitabilidade da futura esposa. Mas Peppino, além de não simpatizar com o rapaz, é demasiado orgulhoso para aceitar a sua ajuda. Mas com a chegada do sétimo filho da família eslava, a situação torna-se insustentável e Peppino aceita o dinheiro do namorado da filha; mas, humilhado, perde-o todo numa aposta sobre a eleição de um novo Papa. Apavorado com a reação da família, acaba por alugar, por pouco dinheiro, um antigo bordel. A família muda-se, mas começam as confusões com os antigos clientes do bordel e a má fama que a casa tem na vizinhança.